# Florin Vasilescu
Florin Vasilescu (n. 15 aprilie [S.V. 3 aprilie] 1897 la Călărași – d. 1958) a fost un matematician român. A fost profesor la Facultatea de științe a Universității din Rennes. Are lucrări în domeniul analizei matematice (noțiunea de capacitate a unei mulțimi și noțiunea de potențial), al mecanicii fluidelor, al teoriei elasticității, al rezistenței materialelor etc.
Lucrările sale au fost influențate de cele ale lui René-Louis Baire.

## Biografie
Tatăl său, Constantin Vasilescu, a fost profesor de liceu, de limba română.  A urmat școala primară la Buzău, iar liceul la Focșani și apoi la Ploiești.  În 1915 intră la Facultatea de Matematici din cadrul Universității din București.
A participat la Primul Război Mondial ca sublocotenent într-o companie de aerostație creată de misiunea generalului francez Berthelot.
În 1918 ia licența în matematici la Universitatea din Iași, la care intră ca asistent al profesoarei Vera Myller.
Apoi studiază la Sorbona, pe la diverse universități germane, elvețiene și se reîntoarce la Paris, unde dă teza de doctorat cu lucrarea Studiu asupra funcțiilor multiforme de variabile reale.

## Opera principală
- Studiu asupra funcțiilor multiforme de variabile reale, 1925, teza sa de doctorat;
- Problema lui Dirichlet generalizată, 1937.